# Creative Commons
Creative Commons (CC) è un'organizzazione senza fini di lucro con sede a Mountain View dedicata ad ampliare la gamma di opere dell'ingegno disponibili alla condivisione e all'utilizzo pubblico in maniera legale.
L'organizzazione ha stilato diversi tipi di licenze note come licenze Creative Commons (o "licenze CC") che forniscono un modo semplice e standardizzato per comunicare quali diritti d'autore dell'opera si riserva e a quali altri rinuncia, a beneficio degli utilizzatori. Ciò ha introdotto il concetto di "Alcuni diritti riservati" (some rights reserved) a metà tra il rigido modello di copyright con "Tutti i diritti riservati" (All rights reserved) e il modello del pubblico dominio con "Nessun diritto riservato" (No rights reserved).
Le licenze Creative Commons evidenziate dalla dicitura Approved for Free Cultural Works sono quelle maggiormente promosse poiché approvate per l'utilizzo in opere culturalmente libere.

## Scopi

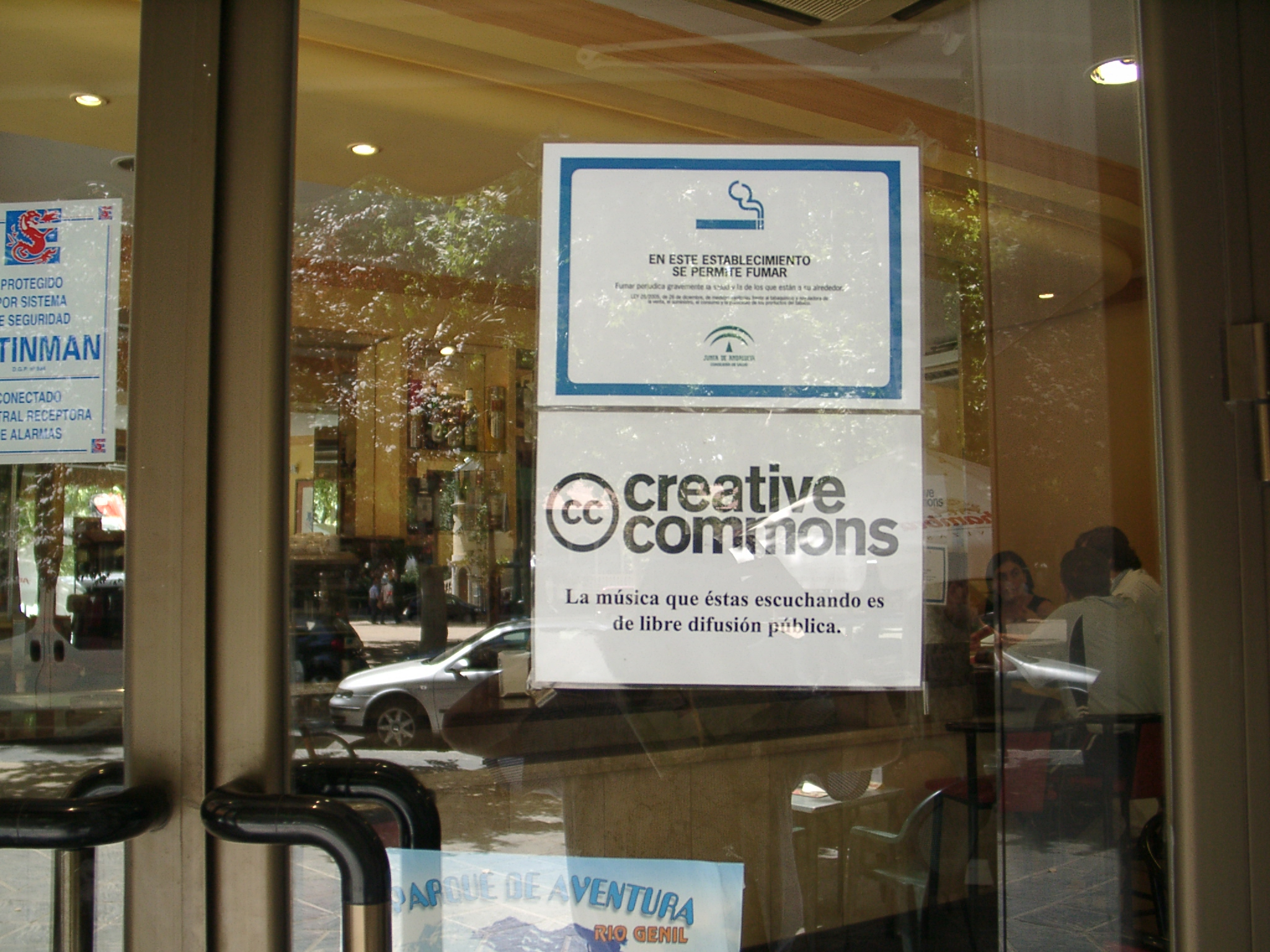
Cartello sulla vetrina di un ristorante di Granada nel quale viene riprodotta solo musica disponibile con Licenze Creative Commons.

Gli obiettivi di Creative Commons (CC) sono:
- Fornire un'alternativa flessibile e basata su standard al diritto d'autore tradizionale che dia ai creatori la libertà di condividere le loro opere mantenendo il controllo su come vengono utilizzate.
- Promuovere la condivisione e il riutilizzo delle opere creative, rendendo più facile per le persone trovare e utilizzare le opere che sono disponibili sotto licenze permissive.
- Facilitare la collaborazione e la creazione di nuove opere, consentendo la condivisione legale e il remix di opere esistenti.
- Sostenere lo sviluppo di un vivace patrimonio culturale, fornendo un quadro giuridico per la condivisione della conoscenza, della creatività e della cultura.
- Aumentare l'accesso alla conoscenza, alla creatività e alla cultura, rendendo le opere disponibili per il libero uso e riutilizzo da parte del pubblico.
- Promuovere una maggiore comprensione e rispetto per il valore della condivisione e della collaborazione, sensibilizzando sull'importanza di un approccio più aperto e collaborativo alla creatività e all'innovazione.

Questi sono alcuni degli obiettivi principali di Creative Commons, che lavora per fornire strumenti e risorse legali per aiutare i creatori a condividere le loro opere e promuovere una cultura più aperta e collaborativa.
Le licenze CC consentono di modificare facilmente i termini di copyright dal default di "tutti i diritti riservati" ad "alcuni diritti riservati"; non sono un'alternativa al copyright ma lavorano a fianco del copyright e consentono di modificare i termini di copyright per soddisfare al meglio le esigenze degli autori di opere creative.
Le licenze di tipo Creative Commons permettono a quanti detengono dei diritti di copyright di trasmettere alcuni di questi diritti al pubblico e di conservare gli altri, per mezzo di una varietà di schemi di licenze e di contratti che includono la destinazione di un bene privato al pubblico dominio o ai termini di licenza di contenuti aperti (open content). L'intenzione è quella di evitare i problemi che le attuali leggi sul copyright creano per la diffusione e la condivisione delle informazioni.
Il progetto fornisce vari tipi di licenze libere, le licenze Creative Commons, che i detentori dei diritti di copyright possono utilizzare quando pubblicano le proprie opere sulla Rete. Il progetto fornisce anche dei metadata RDF/XML che descrivono la licenza ed il lavoro che rende più facile il trattamento automatico e la ricerca delle opere concesse con Licenza Creative Commons; viene anche fornito un Founder's Copyright, il quale è un contratto che vorrebbe ricreare lo spirito del concetto originale di copyright così come introdotto dai padri fondatori nella costituzione statunitense.
La normativa per le Creative Commons fornisce un insieme di 4 opzioni che permettono facilmente di riconoscere i diritti vantati dall'autore e da terzi sull'oggetto della licenza. Diversamente dalla General Public License, la legge per le Creative Commons non contiene un testo di riferimento "pronto all'uso", che l'autore può adottare per la sua opera senza alcun adattamento di tipo tecnico o legale.
La normativa non ha disciplinato il tema della revoca della licenza, per mutata volontà dell'autore o obbligazioni legittime derivanti da cause di forza maggiore, come un ordine giudiziale, e il tema collegato della retroattività di questa revoca verso le parti dell'opera già disponibili sotto licenza open source e open content, e in particolare in avanzato stato di modifica da parte di altri soggetti.
L'autore di un programma o opera in genere potrebbe ad esempio distribuire gratuitamente e sotto una licenza Creative Commons per un certo periodo di tempo, beneficiando di una pubblicità gratuita fra gli utenti e dei contributi apportati dalla comunità, dopodiché potrebbe legittimamente revocare la licenza e iniziare una distribuzione commerciale dell'opera.
La licenza GNU-GPL dalla versione 2.0 ha regolato la materia, prevedendo che l'autore può revocare la licenza solamente per la sua copia, non per quelle già distribuite ad altri utenti, e che quindi la revoca non può essere retroattiva, riguardando soltanto parti di codice e modifica all'opera successive al cambio di licenza. Inoltre, se per obbligazioni dovute a cause di forza maggiore, l'autore non può applicare la licenza questa si intende revocata automaticamente per l'intera opera. Resta il caso di una revoca retroattiva per cause di forza maggiore, prevalenti sul testo della licenza stessa, che non è ancora regolato dalla legge.

## Storia
Le licenze Creative Commons sono state anticipate dalle licenze Open Publication License (OPL) e GNU Free Documentation License (GFDL). La GFDL è intesa principalmente come una licenza per la documentazione software, ma è anche in uso per progetti che non riguardano strettamente il software, come la stessa Wikipedia. La licenza OPL è ora defunta, e il suo stesso creatore suggerisce di non utilizzarla. Sia la OPL che la GFDL contenevano delle sezioni opzionali che, nell'opinione dei critici, le rendevano meno libere. La GFDL si differenzia dalle licenze Creative Commons nella sua richiesta che i lavori licenziati con essa vengano distribuiti in una forma "trasparente", ad esempio non usando formati proprietari e/o segreti.
Creative Commons è nato ufficialmente nel 2001 per volere del professore Lawrence Lessig, docente della facoltà di Giurisprudenza dell'Università di Stanford (e in precedenza anche di Harvard) riconosciuto come uno dei massimi esperti di diritto d'autore negli Stati Uniti. Lessig fondò l'organizzazione insieme a Hal Abelson e Eric Eldred come metodo addizionale per raggiungere il suo scopo nel suo caso di fronte alla Corte Suprema degli Stati Uniti, Eldred v. Ashcroft. Oltre a Lessig il progetto è stato poi portato avanti da un consiglio d'amministrazione costituito da esperti di diritto informatico e di tematiche relative alla proprietà intellettuale tra cui James Boyle, Michael Carroll, Molly Shaffer Van Houweling (questi ultimi tre fra i primi membri dell'Icann), Hal Abelson (docente di Computer Science al MIT), Eric Saltzman (avvocato, regista di documentari, esperto di diritto informatico), Davis Guggenheim (regista di documentari), Joi Ito (noto impresario giapponese) ed Eric Eldred, editore di libri di pubblico dominio. Hanno inoltre contribuito al decollo del progetto molti studenti della Harvard Law School.
Dopo essere dunque state presentate al pubblico, le licenze Creative Commons furono quindi pubblicate a San Francisco il 16 dicembre 2002. Al progetto fu conferito il Golden Nica Award durante il Prix Ars Electronica nella categoria Net Vision nel 2004.
Nel marzo 2009 è stata attivata la prima versione per la licenza Creative Commons 0. Con questa licenza, l'autore rinuncia a qualunque diritto sull'opera, che può essere utilizzata da tutti, in qualunque modo, per sempre e senza condizioni. Scompare pure l'obbligo di citare l'autore.
La legislazione, al momento, non prevede che vi sia un ente preposto dove l'autore possa depositare l'opera prima di distribuirla. È più difficile per l'autore dimostrare la paternità dell'opera, nel caso in cui qualcuno applichi successivamente il diritto d'autore, e al limite accusi di averlo violato quanti fruiscono l'opera stessa.
Rispetto alla licenza, prevale la legislazione, che nei Paesi di civil law prevede che resti l'obbligo di citare l'autore, e che i diritti morali sulle opere siano per questi irrinunciabili.
L'iCommons è un'istituzione che si occupa dell'organizzazione dei Commons deed. Nel periodo immediatamente successivo alla nascita delle licenze Creative Commons ogni paese era caratterizzato dal proprio codice legale e ciò poteva facilmente determinare una frattura tra paesi che si fossero trovati a dover sostenere una causa riguardante le opere creative. Dall'Aprile del 2008, per ovviare queste inutili divergenze, si è dunque passati ad un modello di codice digitale, al fine di racchiudere le licenze di ogni Paese in un'unica versione e garantire maggiore stabilità (nel caso in cui in un paese venga violato o vietato un diritto concesso dalla licenza, il problema si risolve dando precedenza all'ordinamento del paese dove è applicato).

### In Italia
Creative Commons (CC) è un'organizzazione internazionale no-profit che fornisce strumenti legali gratuiti per la condivisione di opere creative. In Italia, Creative Commons è attiva dal 2004 e la sua missione è quella di promuovere la condivisione e l'utilizzo di opere creative fornendo strumenti legali che consentano ai creatori di esprimere i propri diritti e le proprie preferenze in modo standardizzato e di facile comprensione.
Le licenze Creative Commons sono utilizzate in Italia da diversi creatori, tra cui artisti, fotografi, musicisti, registi, scrittori e altri. Queste licenze consentono ai creatori di mantenere il proprio diritto d'autore e di mettere le loro opere a disposizione di altri per l'utilizzo e la valorizzazione, a determinate condizioni.
In Italia, Creative Commons lavora a stretto contatto con istituzioni culturali, organizzazioni educative e altri soggetti interessati per promuovere l'uso di licenze aperte e incoraggiare lo sviluppo di un vivace patrimonio culturale. L'organizzazione partecipa anche a discussioni e iniziative politiche relative alla proprietà intellettuale e all'economia digitale.
Nel complesso, Creative Commons svolge un ruolo importante nel sostenere la crescita dell'economia creativa italiana e nel promuovere la condivisione della conoscenza e della cultura in Italia e nel mondo.
Nella primavera del 2003, in seguito al crescente interesse per le licenze Creative Commons, l'Istituto di Elettronica e di Ingegneria dell'Informazione e delle Telecomunicazioni (IEIIT organo del CNR - Consiglio Nazionale delle Ricerche) contatta Creative Commons per offrirsi di trattare in modo più ampio e dettagliato il tema delle licenze CC in Italia. Scopo del progetto era quello di tradurre e adattare al modello legislativo italiano le licenze CC create in un sistema giuridico differente, quello americano, soggetto alla Common Law. DSG e IEIIT-CNR firmano quindi un memorandum of understanding con Creative Commons per iniziare il lavoro di traduzione e adattamento. Come punto di partenza di questo progetto, l'avvocato milanese Antonio Amelia ha proposto le prime traduzioni delle licenze contestualizzandole alle leggi italiane.
Il 18 novembre 2003 il fondatore di Creative Commons Lawrence Lessig, già professore alla Stanford University nonché uno dei massimi esperti mondiali in materia di diritto d'autore, annuncia ufficialmente l'inizio del lavoro di traduzione e adattamento delle licenze CC da parte del team italiano. Viene nominato a capo del progetto il professore Marco Ricolfi, docente presso il Dipartimento di Scienze Giuridiche (DSG) dell'Università degli Studi di Torino. Al gruppo di lavoro giuridico, del quale fanno parte anche Marco Ciurcina, Massimo Travostino, Nicola Bottero e Samantha Zanni, si affianca l'attività di Juan Carlos De Martin e Alessandro Cogo, appartenenti all'IEIIT-CNR (oggi rispettivamente co-direttore e fellow del Centro Nexa su Internet e Società del Politecnico di Torino), che fornisce consulenza e sviluppo in merito agli aspetti tecnologici, oltre che a quelli di traduzione. Inizia inoltre ad avviarsi un'interazione con la comunità, prevalentemente tramite la mailing list e un wiki.
Nel maggio del 2004 sono state pubblicate le prime versioni delle licenze Creative Commons, tradotte dapprima nella versione 1.0 e in seguito nella versione 2.0 (in cui il numero delle licenze passa da undici a sei), entrambe disponibili su un wiki per poter essere discusse pubblicamente dalla comunità. Il 16 dicembre 2004 vengono presentate a Torino, presso la fondazione Giovanni Agnelli, le Licenze Creative Commons italiane, in occasione di un convegno che vede ospite d'onore Lawrence Lessig; in tale occasione sono stati anche resi pubblici quattro documenti riguardanti alcuni dei temi approfonditi nel corso dell'attività.
A questo punto, l'attività di Creative Commons Italia è totalmente avviata, e nel 2005 è iniziata una nuova fase del progetto: il prof. Marco Ricolfi viene sostituito alla guida di Creative Commons Italia da Juan Carlos De Martin, mentre Ricolfi assume il ruolo di coordinatore scientifico del gruppo giuridico. Sempre a Torino, nel novembre 2005, si è tenuto CCIT2005, il primo incontro nazionale di CC Italia, su temi riguardanti il multimedia, l'editoria e la musica. A tale incontro ne seguiranno altri: nel 2006, a seguito della presentazione pubblica della versione 2.5 delle licenze Creative Commons italiane. In questa occasione si è discusso di questioni relative ad archivi, User Generated Content e open access. Nel 2009, a seguito della presentazione della bozza 3.0 delle licenze, si sono affrontati temi relativi alle licenze libere e alla gestione collettiva dei diritti. Il 2010 ha rappresentato l'occasione per fare il punto sulle licenze 3.0, analizzando le clausole difficili, la legge applicabile e le banche dati, approfondendo inoltre progetti editoriali ed educativi che fanno uso di licenze CC. La versione 3.0 delle licenze italiane viene presentata al pubblico nel giugno del 2011 e, nel corso dello stesso anno in occasione di CCIT2011, l'avvocato Massimo Travostino ha descritto i futuri sviluppi e i primi passi compiuti verso l'elaborazione della versione 4.0 delle licenze Creative Commons. Durante l'incontro sono stati inoltre presentate diverse iniziative di successo che hanno fatto uso di licenze CC.
A partire dal 17 dicembre 2012, Federico Morando è subentrato a Juan Carlos De Martin in qualità di Lead di Creative Commons Italia.
Il sito web (http://www.creativecommons.it), che nella prima fase del progetto è stato creato e gestito da membri della comunità (in primo luogo dai promotori del sito, Danilo Moi e Lorenzo De Tomasi, coadiuvati dal nucleo di collaboratori), a partire dal 2005, con l'avvio della Fase II del progetto CC Italia, è passato dall'EIIT-CNR al Politecnico di Torino, diventando il sito ufficiale di Creative Commons Italia. Il sito continua a svilupparsi grazie al contributo del Centro Nexa su Internet e Società e dei commoner, che avviene sia attraverso i commenti al sito ufficiale, sia tramite le pagine dei commoner.
Nella primavera del 2018, l'associazione statunitense Creative Commons si è riorganizzata nel c.d. Creative Commons Global Network, una rete mondiale facente capo a diverse entità locali.
Anche la comunità italiana si è adeguata al nuovo organigramma dando vita al capitolo italiano, costituito il 6 dicembre 2018 grazie alla volontà di Deborah De Angelis e Claudio Artusio (entrambi Fellow del Nexa Center for Internet & Society e già componenti del gruppo di lavoro giuridico CC Italia) e membri individuali del Creative Commons Global Network. Chapter lead e rappresentante presso il Global Network Council è stata nominata Deborah De Angelis.
L’attuale membro istituzionale del Creative Commons Global Network è l’Istituto di Informatica Giuridica e Sistemi Giudiziari (IGSG), organo del Consiglio Nazionale delle Ricerche. Il nuovo sito web del capitolo è il seguente https://creativecommons.it/chapterIT/ e ha sostituito definitivamente il precedente.
Il capitolo italiano ha il ruolo fondamentale di applicare i principi del global network al contesto italiano, tenendo in considerazione la specifica sensibilità del luogo e studiando le soluzioni migliori per il tessuto normativo e culturale italiano.
In particolare, oltre al supporto tecnico e giuridico dal punto di vista della comprensione e del corretto utilizzo delle licenze, l'impegno è orientato alla creazione e valorizzazione di progetti di ricerca e studio nel campo dell'open culture. A questi si affianca l’attività di sensibilizzazione e diffusione della cultura della condivisione e delle licenze Creative Commons. In questo senso il capitolo si occupa di promuovere incontri, laboratori, seminari, workshop e più in generale attività formative ed educative sia a livello scolastico, sia universitario.
Un altro dei settori di approfondimento è quello dell’open education e di tutte le possibilità connesse alla diffusione e condivisione della conoscenza da parte dei professionisti del settore didattico e formativo.
Questo percorso si inserisce in un momento storico in cui l'Italia ha mosso i primi passi verso la condivisione dei dati pubblici, aderendo alla Open Government Partnership e ideando strumenti a sostegno della cultura dell'open government. Il capitolo, quindi, coopererà nel processo di apertura delle informazioni, approfondendo le tematiche dell’open data.
D’altro canto, obiettivo del comparto italiano è quello di valorizzare al massimo le potenzialità di internet in relazione al patrimonio culturale della penisola.
La qualità e densità di quest’ultimo, infatti, fa sì che il paese sia il terreno ideale per studiare e ideare soluzioni all'avanguardia, che siano in grado di garantire la tutela di un patrimonio inestimabile e, al contempo, sfruttare le infinite possibilità del web, contemperando l’esigenza della tutela dell'opera dell'ingegno con quella della sua più ampia circolazione.
Compito del capitolo è, dunque, quello di coadiuvare e supportare il processo di cambiamento, favorendo lo sviluppo della cultura dello sharing sia nel settore pubblico che in quello privato. Ruolo cardine affidato alle strutture locali della rete, infine, è quello di fungere da intermediari tra il Creative Commons Global Network e le realtà presenti sul territorio nazionale.

## Le quattro clausole
Le licenze Creative Commons sono nate negli USA appoggiandosi al sistema giuridico locale. Sono state quindi adattate al sistema giuridico italiano, dove il diritto d'autore è regolato dalla legge 633/41(Protezione del diritto d'autore e di altri diritti connessi al suo esercizio).
L'autore diventa detentore dei diritti nel momento dell'estrinsecazione dell'opera creativa, secondo la L. 633/41, art. 6
Inoltre tutti i diritti sono riservati all'autore (art.13 / 18bis).
Le licenze Creative Commons sono sei e sono definite dalla combinazione di quattro attributi, stabiliscono in modo esplicito quali sono i diritti riservati, modificando quindi la regola di default in cui tutti i diritti sono riservati.

### Attribuzione (BY)

Attribuzione (Attribution)

Bisogna sempre indicare l'autore dell'opera (attributo obbligatorio) in modo che sia possibile attribuirne la paternità come definito dagli artt. 8 e 20 lda:
(art. 8)
(art. 20)

### Non commerciale (NC)

Non Commerciale (Non Commercial)

Non sono consentiti usi commerciali dell'opera creativa come definito dal secondo comma dell'art. 12:
Con il secondo attributo si definisce come diritto esclusivo dell'autore il solo uso commerciale dell'opera creativa. I diritti di riproduzione (art. 13), di trascrizione (art. 14), di esecuzione (art. 15), di comunicazione al pubblico (art. 16), di distribuzione (art. 17) e di noleggiare (art. 18bis) definiti dalla L633/41 non sono esplicitati nella licenza e pertanto non sono considerati diritti esclusivi dell'autore. Chiunque può riprodurre, trascrivere, eseguire e distribuire purché non a scopo di lucro, attribuendo sempre la paternità come definito nel primo attributo. Tuttavia le limitazioni sullo sfruttamento economico dell'opera sono limitate al settantesimo anno solare dopo la morte dell'autore come specificato dall'art. 25 lda.

### Non opere derivate (ND)

No opere derivate (No Derivative Works)

Non sono consentite elaborazioni dell'opera creativa come definito dall'art 20

Caso particolare costituito dalle opere architettoniche, per le quali 

### Condividi allo stesso modo (SA)
Con "share alike" si richiede che durante la ricondivisione dell'opera, si applichino le stesse opzioni CC definite in partenza. In questo modo si può evitare che un'opera coperta da certi CC definiti dall'autore diventi completamente aperta (C0) o completamente chiusa.

Condividi allo stesso modo (Share Alike)

## Formati licenze
Le licenze Creative Commons sono disponibili in diversi formati. C’è un formato sintetico che viene chiamato Human-Readable e descrive in modo semplice quali sono le caratteristiche essenziali della specifica licenza. Il testo della licenza è detto Lawyer-Readable ed è il testo lungo con il dettaglio di tutte le regole e il loro funzionamento. Fa in modo che la licenza produca gli effetti desiderati, tenendo conto di tutto ciò che va scritto nella licenza per ottemperare alle norme. Un terzo formato della licenza è detto Machine-Readable e consiste in metadati che si accompagnano alle licenze e consentono quindi di rendere identificabile il tipo di licenza che si applica a un contenuto in modo automatico. Ad esempio, i motori di ricerca principali consentono di cercare contenuti con le licenze Creative Commons che si desidera per la presenza dei metadati delle licenze Creative Commons. Si usa accompagnare le opere che vengono pubblicate con licenza Creative Commons con il logo del Creative Commons e con un link che rimanda al testo della licenza.

## Tipi di licenze
I precedenti quattro attributi, combinati, producono le possibili licenze pubbliche dei Creative Commons.
È importante notare come l'attribuzione sia sempre garantita da questo gruppo di licenze; inoltre, l'incompatibilità tra gli attributi "condividi allo stesso modo" e "non opere derivate" riduce notevolmente le possibili combinazioni di attributi. Il numero di possibili licenze passa quindi da 16 a 6.
Si hanno quindi le seguenti licenze:
- Attribuzione: permette agli altri di distribuire, modificare e sviluppare anche commercialmente l'opera, riconoscendo sempre l'autore originale;
- Attribuzione - Condividi allo stesso modo: permette agli altri di distribuire, modificare e sviluppare anche commercialmente l'opera, licenziandola con gli stessi termini dell'opera originale, riconoscendo sempre l'autore;
- Attribuzione - Non opere derivate: permette agli altri di ridistribuire, e sviluppare anche commercialmente ma non modificare l'opera, riconoscendo sempre l'autore originale;
- Attribuzione - Non commerciale: permette agli altri di distribuire, modificare e sviluppare l'opera senza fini commerciali, riconoscendo sempre l'autore originale;
- Attribuzione - Non commerciale - Condividi allo stesso modo: permette agli altri di modificare e sviluppare non commercialmente l'opera, riconoscendo sempre l'autore originale.
- Attribuzione - Non commerciale - Non opere derivate: permette agli altri di accedere all'opera senza però modificarla e svilupparla commercialmente, riconoscendo comunque l'autore originale;

| Licenza                                                     | Può essere usato commercialmente? | Si possono creare nuove versioni?                                                                       |
| ----------------------------------------------------------- | --------------------------------- | --- |
| Attribuzione                                                | Sì                                | Sì |
| Attribuzione - Condividi allo stesso modo                   | Sì                                | Sì, ma la versione creata deve avere una nuova licenza "Condividi allo stesso modo"                     |
| Attribuzione - Non opere derivate                           | Sì                                | No |
| Attribuzione - Non commerciale                              | No                                | Sì, ma la versione creata deve avere una nuova licenza "Non commerciale"                                |
| Attribuzione - Non commerciale - Condividi allo stesso modo | No                                | Sì, ma la versione creata deve avere una nuova licenza "Non commerciale" e "Condividi allo stesso modo" |
| Attribuzione - Non commerciale - Non opere derivate         | No                                | No |

## Vantaggi e svantaggi
L'uso delle Creative Commons Public Licenses concede molti vantaggi, in particolar modo a coloro che lavorano frequentemente su Internet (come blogger, webmaster o gestori di siti web).
- Sicurezza da un punto di vista legale: la Creative Commons solleva gli utenti dal doversi occupare di importanti questioni giuridiche.
- Controllo attraverso il diritto d'autore: il Diritto d'autore sancisce in quale contesto l'opera (di cui egli stesso è autore) possa essere utilizzata ed il suo diritto prevale nel caso in cui egli decida di vietarne l'uso in contesti discutibili.
- Margine di flessibilità: per le opere appartenenti alla CC è sempre possibile la trattazione individuale con l'autore di un'opera.
- Una grande disponibilità di file multimediali: grazie all'uso delle suddette licenze semplici e gratuite l'offerta di opere disponibili gratuitamente è aumentata in modo esponenziale.

Tuttavia, oltre i numerosi vantaggi offerti da questa licenza, essa potrebbe comportare significanti rischi per coloro che usufruiscano delle opere creative.
- Violazione del copyright: questo rischio concerne in particolare modo nell'uso delle fotografie e delle immagini gratuite, le quali non sono totalmente utilizzabili liberamente e potrebbero recare danni a terzi.
- Nessuna responsabilità da parte di chi concede la licenza: nel caso in cui venisse violato il copyright, l'utente che abbia compiuto il gesto ne sarà colpevole.
- Solo licenze complete: di norma, una licenza incompleta o contenente errori viene considerata non valida; se la licenza non viene verificata meticolosamente o non viene inserita correttamente, l'autore del gesto potrebbe essere perseguibile di querela.
- Documentazione: la documentazione per opere usate con la rispettiva licenza è sempre necessaria; se un'artista dissociasse una sua opera dalla licenza Creative Commons e sostenesse che essa non sia mai stata un'opera gratuita, bisognerebbe dimostrare tramite documentazione che non è così.

Al fine di usufruire in maniera corretta ed incontestabile delle licenze CC è dunque necessario attenersi alle regole e alle istruzioni contenute in esse. Le opere gratuite rappresentano un prestigioso patrimonio pubblico accessibile a chiunque e offrono all'autore maggiore flessibilità.

## Critica
Tutte le licenze Creative Commons richiedono Attribuzione, che può essere poco conveniente per delle opere ispirate da altre opere. I critici temono che le Creative Commons possano distruggere il sistema copyright col tempo; inoltre potrebbero arrecare danno alla creatività degli individui, che potrà essere facilmente sfruttata da chiunque abbia tempo di farlo.
I critici temono anche che la limitata ricompensa possa far rinunciare gli artisti a pubblicare le loro opere.
In risposta a queste critiche, Lawrence Lessig, co-fondatore dei Creative Commons, controbatte che le leggi copyright non sempre hanno offerto una duratura protezione. In effetti la durata del copyright risulta essere troppo corta da poter efficacemente proteggere le opere.
Debian, una distribuzione GNU e Linux conosciute per la loro rigida adesione ai sensi del movimento del software libero, hanno respinto la Licenza di Attribuzione dei Creative Commons prima della versione 3 per cause di incompatibilità con il Debian Free Software Guidelines (DFSG) per i suoi prerequisiti della licenza anti-DRM di rimuovere l'accreditazione dell'autore su richiesta dell'autore stesso dagli operatori successivi. La versione 3.0 dei Creative Commons ha aggiornato questi problemi eventualmente, diventando compatibile con la DFSG.

### Uso improprio delle licenze
Creative Commons è solo un fornitore di servizi per testi di licenza standardizzati, non una delle parti coinvolte in ogni accordo. Esiste dunque la concreta possibilità che alcuni utenti si approprino, tramite licenza Creative Commons, di lavori protetti da diritto d'autore, ripubblicandoli impropriamente su Internet a proprio nome. Non esiste infatti un database centralizzato di Creative Commons che controlli tutti i lavori licenziati. Tale situazione non è in realtà specifica di Creative Commons: tutti i proprietari di copyright devono difendere autonomamente i propri diritti. Negli USA, lo United States Copyright Office tiene un database di tutti i lavori registrati al suo interno, ma l'assenza di registrazione non implica assenza di copyright.
Anche se Creative Commons offre più licenze per usi diversi, alcuni critici hanno ribadito che le licenze ancora non affrontano le differenze tra i media e le varie preoccupazioni che hanno i diversi autori.
Lessig ha scritto che lo scopo di Creative Commons è quello di fornire una via di mezzo tra le due posizioni estreme del diritto d'autore, da una parte chi chiede che tutti i diritti siano controllati e richiede protezione, dall'altra chi sostiene che nessun diritto dovrebbe essere controllato. Creative Commons offre una terza opzione che permette agli autori di scegliere quali diritti controllare e quali diritti si vogliono concedere ad altri. La moltitudine di licenze riflette la moltitudine di diritti che possono essere trasferiti ai creatori successivi.

### Proliferazione e incompatibilità della licenza
Mako Hill ha dichiarato che Creative Commons fallisce nello stabilire un “livello base di libertà” che ogni licenza Creative Commons devono soddisfare e con cui tutti i licenziamenti e gli utenti devono rispettare. "Non riuscendo a prendere una posizione etica ferma e tracciare qualsiasi linea nella sabbia, CC è un'opportunità persa [...] Il CC ha sostituito quello che avrebbe potuto essere un appello per un mondo in cui i ‘diritti essenziali sono inderogabili’ con la chiamata relativamente vuota per ‘alcuni diritti riservati’ ". Ha anche sostenuto che Creative Commons peggiora la proliferazione delle licenze, fornendo più licenze incompatibili.
Il sito Web Creative Commons afferma: "Poiché ciascuna delle sei licenze CC funziona in modo diverso, le risorse immesse in licenze diverse non possono necessariamente essere combinate tra loro senza violare i termini della licenza. I lavori con licenza incompatibile non possono essere ricombinati in un lavoro derivato senza ottenere il permesso dal proprietario del copyright.
Richard Stallman della FSF ha dichiarato nel 2005 che non poteva sostenere la Creative Commons come attività perché "ha adottato alcune licenze aggiuntive che non danno a tutti quella minima libertà", che la libertà è "la libertà di condividere, non commerciale, qualsiasi lavoro pubblicato". Quelle licenze sono state poi ritirate da Creative Commons.

### Diritti di personalità
Nel 2007, Virgin Mobile Australia ha lanciato una campagna pubblicitaria per la fermata dell'autobus che ha promosso il suo servizio di messaggistica di testo tramite il lavoro di fotografi dilettanti che hanno caricato il loro lavoro sul sito di condivisione di foto Flickr utilizzando una licenza Creative Commons per Attribution. Gli utenti che concedevano in licenza le loro immagini in questo modo hanno liberato il loro lavoro per l'utilizzo da parte di qualsiasi altra entità, purché al creatore originale fosse attribuito credito, senza che fosse richiesto alcun altro compenso. Virgin ha confermato questa restrizione unica stampando un URL, che porta alla pagina Flickr del fotografo, su ciascuno dei suoi annunci. Tuttavia, una foto ritrae la quindicenne Alison Chang in posa per una foto al suo autolavaggio per la raccolta fondi della sua chiesa, con lo slogan sovrapposto e beffardo "Dump Your Pen Friend". Chang ha citato in giudizio Virgin Mobile e Creative Commons. La foto è stata scattata dal consigliere giovanile della chiesa di Chang, Justin Ho-Wee Wong, che ha caricato l'immagine su Flickr sotto la licenza Creative Commons.
Il 27 novembre 2007, Chang ha presentato istanza di licenziamento volontario contro la Creative Commons, incentrando la causa contro Virgin Mobile. Il caso è stato respinto in via extragiudiziale per mancanza di giurisdizione e successivamente Virgin Mobile non ha subito alcun danno nei confronti del querelante.

## Altri strumenti legali

### CC Plus (CC+)
CC+ è un protocollo che permette agli utenti di ottenere dei diritti aggiuntivi oltre quelli garantiti da una licenza CC standard. Mantenendo invariati tutti i diritti della licenza Creative Commons stabilita, è possibile permettere la concessione di permessi aggiuntivi, tra cui per esempio garantire l'accesso al media originale, o permettere l'utilizzo senza attribuzione, o addirittura un permesso per uso commerciale. Tali permessi devono essere espressamente riportati in un documento separato, accessibile tramite un apposito link allegato alla licenza CC.

### CC Zero (CC0)
Con una licenza di tipo CC0 l'autore vuole rinunciare consapevolmente a tutti diritti sulla sua opera. Il funzionamento e l'efficacia di questo tipo di licenza dipende dal tipo di opera e dalle relative norme vigenti, ma in generale agisce come una rinuncia incondizionata dei propri diritti sul suo lavoro, il quale diviene automaticamente di dominio pubblico.

## Progetti che adottano licenze Creative Commons
Di seguito sono riportati alcuni progetti che adottano licenza Creative Commons per la diffusione totale o parziale di contenuti.

### Italia
- Camera dei deputati pubblica i dati con licenza Creative Commons BY[24].
- Ministero dell'Interno pubblica con licenza BY-NC-ND[25]
- Ministero della Salute pubblica con licenza BY-NC-ND[26]
- Ministero dello Sviluppo Economico, pubblica con licenza BY-NC[27]
- Dipartimento per la pubblica amministrazione e la semplificazione pubblica con licenza BY-NC[28]
- Pubblica amministrazione pubblica parte della documentazione Archiviato il 23 settembre 2012 in Internet Archive. con licenza Creative Commons BY-NC[29].
- Istituto nazionale di statistica pubblica con licenza Creative Commons BY[30].
- Sistema statistico nazionale pubblica con licenza Creative Commons BY[31].
- Istituto nazionale di geofisica e vulcanologia pubblica con licenza Creative Commons BY[32].
- Blog di Beppe Grillo pubblica con licenza BY-NC-ND[33]
- il Fatto Quotidiano pubblica tutti gli articoli originali con licenza Creative Commons BY-NC-ND[34].
- Internazionale pubblica tutti gli articoli originali con una licenza Creative Commons BY-NC-SA[35].
- Wired, pubblica con licenza Creative Commons BY-NC-ND[36].
- La Stampa pubblica l'archivio storico e gli inserti culturali TuttoScienze Archiviato il 9 febbraio 2012 in Internet Archive. e TuttoLibri Archiviato il 2 febbraio 2012 in Internet Archive. con licenza Creative Commons BY-NC-ND[37].
- Stampa Alternativa nella sezione Libera Cultura Libera Conoscenza vengono riproposti diversi titoli con licenza Creative Commons BY-NC-ND[38].
- Punto Informatico pubblica con licenza Creative Commons BY-NC-SA[39].
- Arcoiris, televisione accessibile gratuitamente da Internet, pubblica video con licenze CC.
- Radio Radicale pubblica tutti i file sul suo sito con licenza Creative Commons Attribuzione 2.5
- Nella Tana dei goblin i contenuti del sito della fondazione che raggruppa associazioni ludiche sono pubblicati con una licenza Creative Commons BY-NC-SA.
- Lega Nerd, primo Social Blog italiano, creato completamente in crowdsourcing, pubblica tutti i suoi articoli con licenze in Creative Commons 2.5 BY-NC-ND.
- Arte.Go.it pubblica con licenza Creative Commons BY-SA 4.0 tutti i contenuti[40].
- Museo Egizio condivide le immagini dei reperti liberamente utilizzabili con licenza Creative Commons 2.0[41]
- Fondazione dei musei di Torino[42] rilascia con licenza attribuzione Creative Commons Italia 3.0 i dataset relativi agli elenchi e alle schede anagrafiche di tutte le opere corredate di fotografia presenti nei cataloghi informatizzati dei musei.
- Biblioteca europea di informazione e cultura[43] condivide i contenuti del sito e dei sottositi, quali le mostre virtuali, gli allegati e altre opere prodotte da Fondazione BEIC sono distribuiti con licenza Creative Commons Attribuzione - Condividi allo stesso modo 4.0 Internazionale, salvo ove diversamente specificato.

### Resto del Mondo
- Casa Bianca[44]
- Al Jazeera Creative Commons Repository
- Arduino, piattaforma hardware open source per il physical computing: la scheda è offerta con licenza Attribution-ShareAlike 2.5[45].
- OpenStreetMap: le immagini delle mappe sono disponibili sotto la licenza Creative Commons Attribution-ShareAlike 2.0
- Wikinotizie utilizza la licenza CC BY
- Wikitravel
- Wikivoyage
- La fiction di Cory Doctorow
- Il libro del professor Lessig pubblicato nel 2004, Free Culture
- Tre dei libri di Eric S. Raymond, The Cathedral and the Bazaar (il primo ad essere pubblicato commercialmente sotto una licenza CC, edito da O'Reilly & Associates), The New Hacker's Dictionary, e The Art of Unix Programming (tutti e tre con una clausola condizionale aggiunta)
- Public Library of Science
- Star Wreck VI
- MoveOn.org's Bush In 30 Seconds contest
- Groklaw
- CcMixter: il sito di una comunità musicale che include remix rilasciati con la licenza Creative Commons
- MIT OpenCourseWare
- Telltale Weekly
- RadioMauroDelleChiaie, web radio inserita nel libro il software libero in italia di andrea berardi edito da shake edizioni distribuito da feltrinelli trasmette solo musica su licenza creative commons.